# Rebecca Yarros
Rebecca Yarros é uma escritora norte-americana. Ela é mais conhecida pela série de livros de fantasia Empyrean. Ela formou-se na Universidade de Troy, onde ela estudou história europeia e inglês.
O primeiro livro dela, da série Empyrean, Fourth Wing, foi best-seller número um na Amazon em junho de 2023, vulgo cordialmente, livro que faz parte de uma das sagas literárias mais bem renovadas durante a ultima década. A partir de setembro de 2023, esse livro havia passado 18 semanas na lista dos mais vendidos do The New York Times, inclusive ficando na primeira posição dessa lista. Em outubro e novembro de 2023, Fourth Wing estava na lista dos dez livros mais vendidos do jornal USA Today.

## Vida pessoal
Rebecca Yarros começou a escrever enquanto o marido dela estava no Afeganistão. Em outubro de 2023, ela e o marido tinham seis filhos.
Ela tem síndrome de Ehlers-Danlos, assim como seus filhos. Ela e seu marido inicialmente criaram uma filha, adotando-a; essa filha deles não é verbal e está no espectro do autismo. Através da organização sem fins lucrativos OneOctober, que ela cofundou com o marido em 2019, ela está empenhada em melhorar a vida das crianças no sistema de acolhimento.

### Livros isolados
- 1984: Against All Odds (2016) (Parte da série Love in the 80s com Casey L Bond, Lindy Zart, Cambria Hebert, Amber Lynn Natusch, Misty Provencher, R. K. Ryals, Cameo Renae, Rachel Higginson e Kelly Martin)
- The Last Letter (2019)
- Great and Precious Things (2020)
- Muses & Melodies (2020) (Parte da trilogia Hush Note com Sarina Bowen e Devney Perry)
- The Things We Leave Unfinished (2021) no Brasil: Tudo Que Deixamos Inacabado (Arqueiro, 2024)
- A Little Too Close (2022) (Parte da trilogia Madigan Mountain com Sarina Bowen e Devney Perry)
- In the Likely Event (2023) no Brasil: Um Caso Improvável (Verus, 2024) em Portugal: Tinhas de Ser Tu (Marcador, 2024)

### SérieEmpyrean
1. Fourth Wing (2023) Quarta Asa no Brasil: (Planeta, 2024) em Portugal: (Planeta, 2023)
2. Iron Flame (2023) em Portugal: Chama de Ferro (Planeta, 2024)
3. Onyx Storm (a publicar, 2025)

### SérieFlight & Glory
1. Full Measures (2014)
2. Eyes Turned Skyward (2014)
3. Beyond What is Given (2015)
4. Hallowed Ground (2016)
5. The Reality of Everything (2020)

### DuologiaIn Luv
(com Jay Crownover)
1. Girl in Luv (2019)
2. Boy in Luv (2019)

### SérieLegacy
- Point of Origin (2016)
- Ignite (2016)
- Reason to Believe (2022)

### TrilogiaRenegades
1. Wilder (2016)
2. Nova (2017)
3. Rebel (2017)